# وكالة دبي للتنظيم العقاري
مؤسسة دبي للتنظيم العقاري هي وكالة حكومية لتنظيم قطاع العقارات في دبي، تعمل تحت إشراف دائرة الأراضي والأملاك في دبي، وهي الوكالة الرئيسية التي تشكل وتنظم وترخص القطاع العقاري في دبي. تأسست مؤسسة التنظيم العقاري في 31 يوليو 2007 من قبل الشيخ محمد بن راشد آل مكتوم نائب رئيس الدولة ورئيس مجلس الوزراء في دولة الإمارات العربية المتحدة وحاكم دبي.

## هدف التأسيس
من أبرز أهداف الوكالة وضع السياسات والخطط في قطاع العقارات في دبي لزيادة الاستثمارات الأجنبية. مؤسسة التنظيم العقاري هي جزء من دائرة موارد الأراضي بدبي. للوكالة استقلالها المالي والإداري مع السلطة القانونية الكاملة لتنظيم قطاع العقارات في دبي.
توفر مؤسسة التنظيم العقاري الشفافية والفعالية للإطار القانوني، عندما يمكن لأي شخص مشارك في سوق العقارات إجراء عمل تجاري. في هذا المفهوم، تهدف الوكالة إلى تطوير مجتمع على الإنترنت للمستثمرين والمطورين والمشترين، وكذلك للقطاعات الداعمة (البنوك، وشركات المحاماة وشركات التأمين) التي يمكن أن تتعاون مع بعضها البعض ومع الوكالة.
كما تقوم بتنفيذ البرامج والمشاريع التي تمكن المواطنين من التأهل للعمل في الأنشطة العقارية ومواكبة الحداثة التي تشهدها الإمارة خاصة في القطاع العقاري و ترسيخ مبادئ وأخلاقيات مزاولة الأنشطة العقارية ووضع مواثيق خاصة

## المسؤوليات
- ترخيص جميع الأنشطة العقارية
- إدارة حساب ثقة مطوري العقارات
- ترخيص وكلاء العقارات
- تنظيم وتسجيل عقود الإيجار
- تنظيم جمعيات الملاك والإشراف عليها
- تنظيم الإعلانات العقارية في وسائل الإعلام
- تنظيم وترخيص المعارض العقارية
- نشر دراسات للقطاع
- تعزيز المشاركة الوطنية في قطاع العقارات.[4]

## سوق دبي العقاري الإلكتروني "إيمارت"
في نوفمبر 2013، أطلقت دائرة الأراضي والأملاك في دبي بوابة إلكترونية للعقارات مصممة للبيع والتأجير والمزادات العقارية، فضلاً عن تبادل المعلومات العقارية الخاصة والعامة. تسمى سوق دبي العقاري الإلكتروني "إيمارت"، وتضمن مستوى عالي من  الشفافية للعقارات المعروضة للبيع كما يمكن  إطلاع الجميع على عقارات دبي من اي بقعة في العالم . و يحظى السوق  بدعم قوي من جانب حكومة دبي وبوابة الدفع الإلكتروني- نقودي.